# تاريخ الرياضيات
كان البابليون يمارسون كتابة الأعداد وحساب الفوائد ولاسيما في الأعمال التجارية في بابل منذ ثلاث آلاف سنة، وكانت الأعداد والعمليات الحسابية تدون فوق ألواح الصلصال بقلم من البوص المدبب. ثم توضع في الفرن لتجف. وعرفوا الجمع والضرب والطرح والقسمة. ولم يستعملوا اسلوب النظام العشري المتبع حاليا للاعداد، مما زادها صعوبة حيث كانوا يستعملون النظام الستيني الذي يتكون من ستين رمزا للدلالة على الأعداد من الواحد إلى التسع والخمسين.
وما زال النظام الستيني متبعا حتى الآن في قياس الزوايا عند حساب المثلثات وقياس الزمن (الساعة تساوي ستين دقيقة والدقيقة تساوي ستين ثانية).
وطور قدماء المصريين هذا النظام في مسح الأراضي بعد كل فيضان لتقدير الضرائب. كما كانوا يتبعون النظام العشري، وهو العد بالآحاد والعشرات والمئات. ولكنهم لم يعرفوا الصفر. لهذا كانوا يكتبون 500 بوضع خمسة رموز يعبر كل رمز على مائة.
وأول العلوم الرياضية التي ظهرت قديما كانت الهندسة لقياس مساحة الأرض، وحساب المثلثات لقياس الزوايا والميل في البناء. وكان البابليون يستعملونه في التنبؤ بمواعيد كسوف الشمس وخسوف القمر. وهذه المواعيد كانت مرتبطة بعباداتهم. وكان قدماء المصريين يستخدمونه في بناء المعابد وتحديد زوايا الأهرامات. واستعملوا الاعداد الكسرية وكذلك تحديد مساحة الدائرة بالتقريب.

## الرياضيات عند البابليين

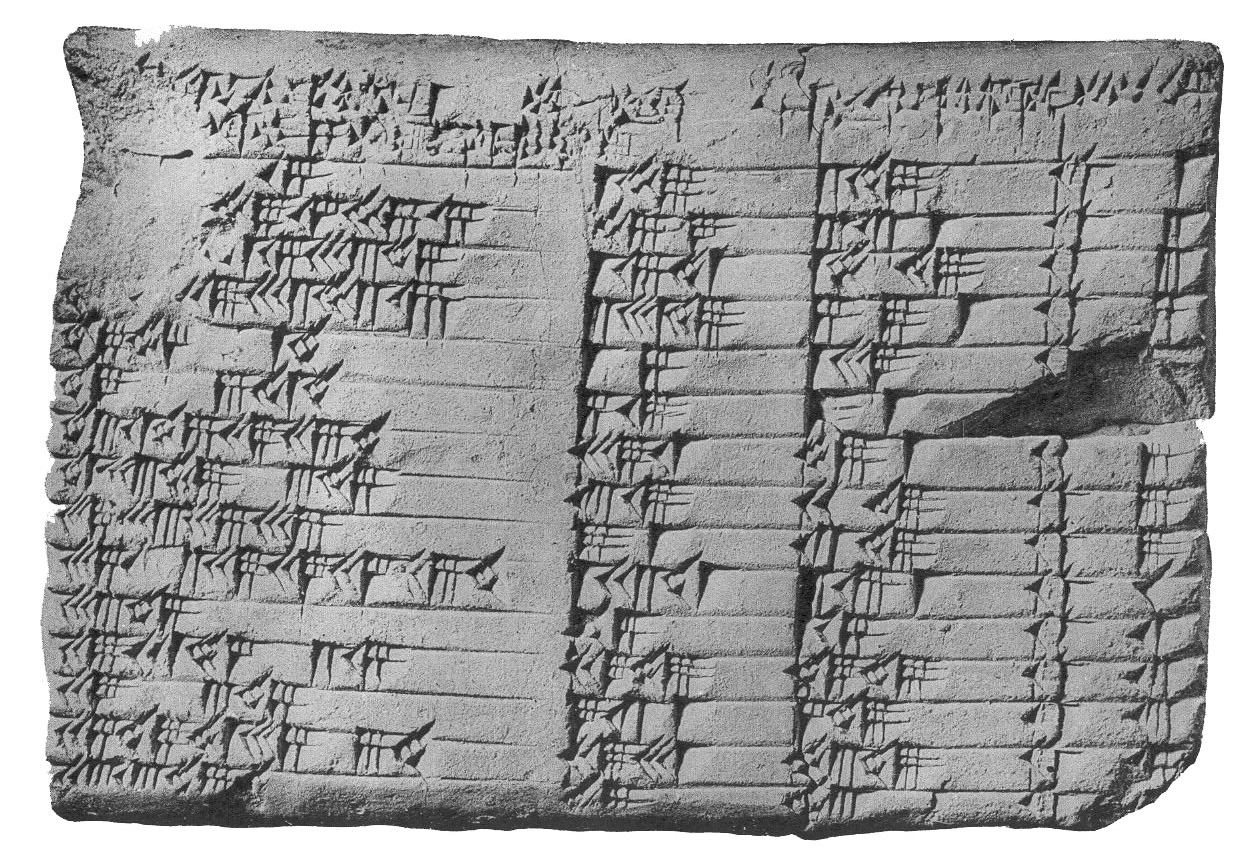
لوحة بابلية تحتوى على جداول حسابية، يعود تاريخها إلى ما يقارب ألف وثمان مائة عام قبل الميلاد اسمها بليمتون 322.

لقد طور البابليون القدماء ـ في عام 2100 ق.م ـ النظام الستيني المبني على أساس العدد ستين. ولا يزال هذا النظام مستخدمًا حتى يومنا هذا لمعرفة الوقت، بالسّاعات والدقائق والثواني. ولا يعرف المؤرخون بالضبط كيف طوّر البابليون هذا النظام، ويعتقدون أنه حصيلة استخدام العدد ستين كأساس لمعرفة الوزن وقياسات أخرى. وللنظام الستيني استخدامات هامة في الفلك لسهولة تقسيم العدد ستين وتفوق البابليون على المصريين في الجبر والهندسة.

الأعداد البابلية

لم يكن لدى البابليين الرقم صفر، أو أي مفهوم عن الصفر. وعلى الرغم من ذلك، فقد كانوا على علم باللاشيء، ولم يروه كرقم بل ببساطة فقدان الرقم وكانوا يضعون مساحة فارغة عند الكتابة، وما استخدمه البابليون هو مساحة فارغة (وفي وقت لاحق استخدم هذا الرمز لإزالة هذا الغموض ) للإشارة إلى عدم وجود رقم في مكان ما.

## الرياضيات عند المصريين القدماء
من المحتمل أن أناس ما قبل التاريخ بدأوا العد أولاً على أصابعهم. وكان لديهم ـ أيضًا ـ طرق متنوعة لتدوين كميات وأعداد حيواناتهم أو عدد الأيام بدءًا باكتمال القمر. واستخدموا الحصى والعقد الحبلية والعلامات الخشبية والعظام لتمثيل الأعداد. وتعلّموا استخدام أشكال منتظمة عند صناعتهم للأواني الفخارية أو رؤوس السهام المنقوشة.
واستخدم الرياضيون في مصر القديمة قبل حوالي 3000 ق.م. النظام العشري (وهو نظام العد العشري) دون قيم للمنزلة. وكان المصريون القدماء روادًا في الهندسة، وطوروا صيغًا لإيجاد المساحات وحجوم بعض المجسمات البسيطة.
ولرياضيات المصريين تطبيقات عديدة تتراوح بين مسح الأرض بعد الفيضان السّنوي إلى الحسابات المعقدة والضرورية لبناء الأهرامات.
3000 ق.م استخدم قدماء المصريين النظام العشري. وطوروا كذلك الهندسة وتقنيات مساحة الأراضي.

## الرياضيات عند الإغريق
استطاع طاليس في القرن السابع ق.م. أن يجعل الرياضيات نظريات بحتة حيث بين أن قطر الدائرة يقسمها لنصفين متساويين في المساحة والمثلث المتساوي الضلعين به زاويتان متساويتان. وتوصل بعده فيثاغورس إلى أن في المثلث مجموع مربع ضلعي الزاوية القائمة يساوي مربع الوتر. وفي الإسكندرية ظهر إقليدس بالقرن الثالث ق.م. ووضع أسس الهندسة التي عرفت بالإقليدية والتي ما زالت نظرياتها تتبع اليوم. ثم ظهر أرخميدس (287 ق.م. – 212 ق.م.) باليونان حيث عين الكثافة النوعية.
لم يضف الرومان جديدا على الرياضيات بعد الإغريق.
- 370 ق.م. عرف إيودكسس الكندوسي طريقة الاستنفاد، التي مهدت لحساب التكامل.
- 300 ق.م. أنشأ إقليدس نظامًا هندسيًا مستخدمًا الاستنتاج المنطقي.

## الرياضيات الهندية
ابتكر الهنود الأرقام الغبارية المعروفة باسم الأرقام العربية التي تستعمل في الوقت الحالي باستثناء الصفر الذي ابتكره العرب، وقد أخذها العرب عنهم وأطلقوا عليها علم الخانات. وكان الهنود في الحساب يستعملون الأعداد العشرية من 1 إلى 9 وأضاف العرب إليها الصفر، وهذا العلم نقلته أوروبا عن علماء المسلمين.

## الرياضيات عند المسلمين

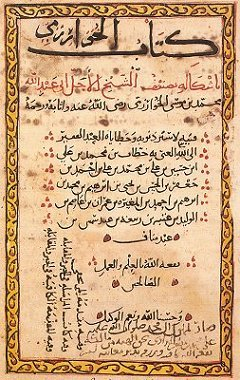
الكتاب المختصر في حساب الجبر والمقابلة للخوارزمي، أحد صفحات الكتاب.

في بغداد أسس الخوارزمي علم الجبر والمقابلة في أوائل القرن التاسع. وفي خلافة أبي جعفر المنصور ترجمت بعض أعمال العالم الأسكندري القديم بطليموس القلوذي (ت. 17 م)، ومن أهمها كتابه المعروف، باسم «المجسطي». واسم هذا الكتاب في اليونانية "(EMEGAL MATHEMATIKE، " أي الكتاب الأعظم في الحساب. والكتاب موسوعة معارف في علم الفلك والرياضيات. وقد أفاد منه علماء المسلمين وصححوا بعض معلوماته وأضافوا إليه. وعن اللغة الهندية، ترجمت أعمال كثيرة مثل الكتاب الهندي المشهور في علم الفلك والرياضيات، سد هانتا Siddhanta أي «المعرفة والعلم والمذهـب». وقد ظهرت الترجمة العربية في عهد أبي جعفر المنصور بعنوان السند هند. ومع كتاب «السند هند» دخل علم الحساب الهندي بأرقامهِ المعروفة في العربية بالأرقام الهندية فقد تطور على أثرها علم الأعداد عند العرب، وأضاف المسلمون نظام الصفر مما جعل الرياضيين العرب يحلون الكثير من المعادلات الرياضية من مختلف الدرجات، فقد سهل استعماله لجميع أعمال الحساب، وخلص نظام الترقيم من التعقيد، ولقد أدى استعمال الصفر في العمليات الحسابية إلى اكتشاف الكسر العشري الذي ورد في كتاب مفتاح الحساب للعالم الرياضي جمشيد بن محمود غياث الدين الكاشي (ت 840 ه، 1436 م)، وكان هذا الكشف المقدمة الحقيقية للدراسات والعمليات الحسابية المتناهية في الصغر. وأستخرج إبراهيم الفزاري جدولاً حسابياً فلكياً يبين مواقع النجوم وحساب حركاتها وهو ما عرف بالزيج.
وكان من علماء بيت الحكمة في بغداد محمد بن موسى الخوارزمي (ت 232 هـ846 م) الذي عهد إليهِ الخليفة المأمون بوضع كتاب في علم الجبر، فوضع كتابه المختصر في حساب الجبر والمقابلة، وهذا الكتاب هو الذي أدى إلى وضع لفظ الجبر وإعطائه مدلوله الحالي. قال ابن خلدون: علم الجبر والمقابلة (أي المعادلة) من فروع علوم العدد، وهو صناعة يستخرج بها العدد المجهول من العدد المعلوم إذا كان بينهما صلة تقتضي ذلك فيقابل بعضها بعضاً، ويجبر ما فيها من الكسر حتى يصبح صحيحاً. فالجبر علم عربي سماه العرب بلفظ من لغتهم، والخوارزمي هو الذي سمّاه بهذا الاسم الذي انتقل إلى اللغات الأوروبية بلفظه العربي ALGEBRA. وترجم هذا الكتاب إلى اللغة اللاتينية في سنة 1135 م. وظل يدرس في جامعات أوروبا حتى القرن 16 م. كما أنتقلت الأرقام العربية إلى أوروبا عن طريق ترجمات كتب الخوارزمي الذي أطلق عليه في اللاتينية «الجورزتمي» ALGORISMO ثم عدل الجورزمو ALGORISMO للدلالة على نظام الأعداد وعلم الحساب والجبر وطريقة حل المسائل الحسابية وظهرت عبقرية «الخوارزمي» في «الزيج» أو الجدول الفلكي الذي صنعه وأطلق عليه اسم «السند هند الصغير»، وقد جمع فيه بين مذهب الهند، ومذهب الفرس، ومذهب بطليموس (مصر)، فاستحسن أهل زمانه ذلك وانتفعوا بهِ مدة طويلة فذاعت شهرته وصار لهذا الزيج أثر كبير في الشرق والغرب. وقد نقل الغرب العلوم الرياضية عن العرب وطوروها. وعرف حساب أباكوس: Abacus.أو أباكس. (لوحة العد). وهي عبارة عن أطار وضعت به كرات للعد اليدوي. وكانت هذه اللوحة يستعملها الأغريق والمصريون والرومان وبعض البلدان الأوربية قبل وصول الحساب العربي إلى أوروبا في القرن الثالث عشر. وكان يجري من خلال لوحة العد الجمع والطرح والضرب والقسمة.
كما كان ابن الهيثم هو أول من استخرج الصيغة العامة لمجموع المتوالية الحسابية من الدرجة الرابعة في علم الرياضيات.

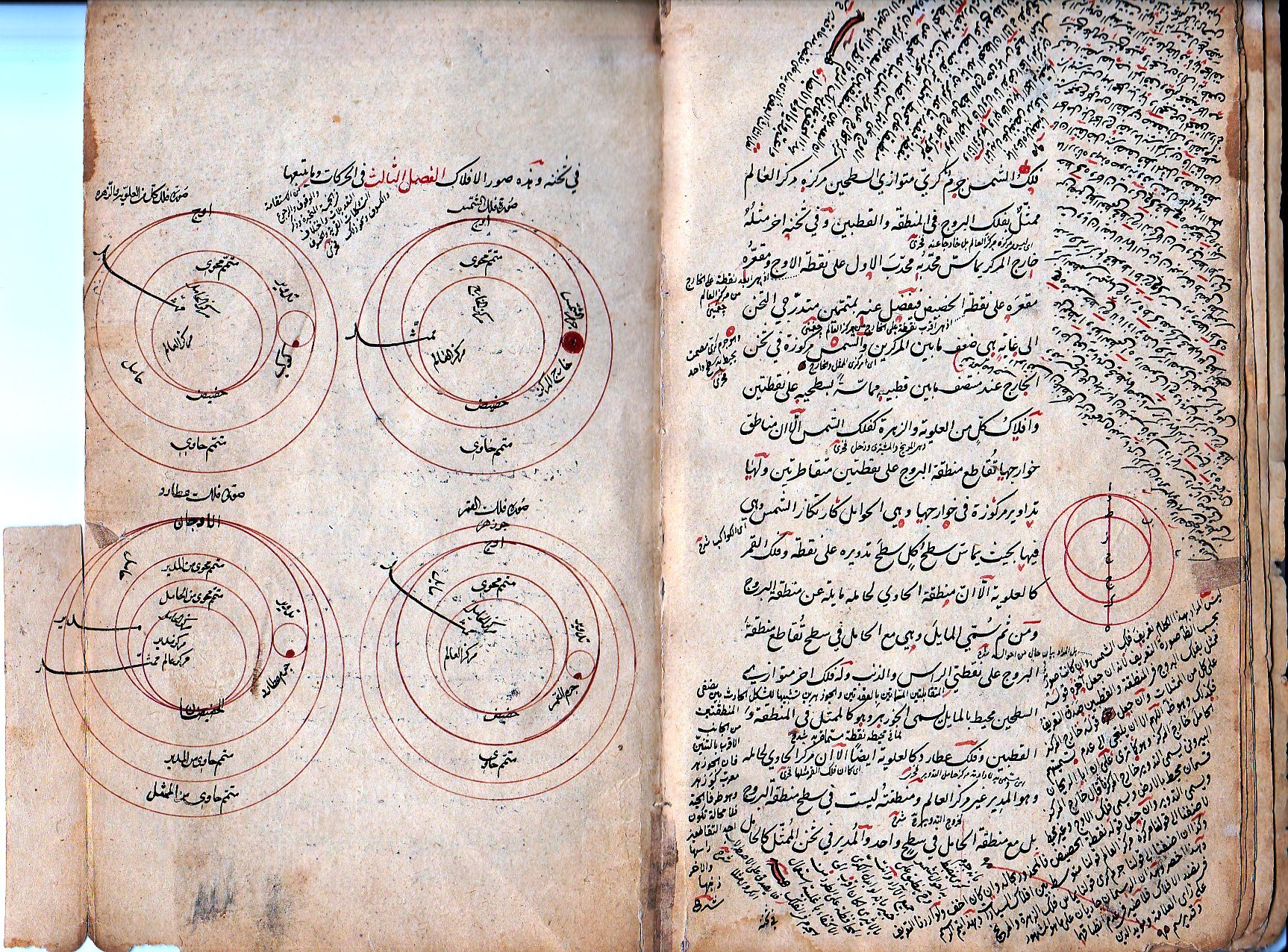
مخطوط عربي قديم يعود إلى القرن السابع عشر في علم الهندسة والفلك

اشتغل العرب بالجبر وألفوا فيهِ بصورة علمية منظمة، حتى أن كاجوري قال: «إن العقل ليدهش عندما يرى ما عمله العرب في الجبر..» ومن أشهر الكتب التي ألفها العرب هي: «الجبر والمقابلة» للخوارزمي وأيضًا كتاب الخيام الذي نشره (ووبك في سنة 1851 م)؛ وقسم العرب المعادلات إلى ستة أقسام ووضعوا حلولا لكل منها، واستعملوا الرموز في الأعمال الرياضية وبحثوا في نظرية ذات الحدين، وأوجدوا قانونا لإيجاد مجموع الأعداد الطبيعية، وعنوا بالجذور الصماء ومهدوا لاكتشاف اللوغاريتمات.
وفي القرن الثالث عشر الميلادي بدأت العلوم الرياضية عند العرب وغيرها تنتقل إلى أوروبا عن طريق الأندلس فترجموا مؤلفات العرب في العلوم المختلفة ومنها الجبر فقام الراهب جوردانس (حوالي 1220 م) باستبدال الكلمات في العبارات الجبرية بالرموز، ولقد فعل معاصره فيبوناكي نفس الشيء فألف كتابا عن الحساب ومبادئ علم الجبر أوضح فيه تأثره بكتابات الخوارزمي وأبي كامل العالمين العربيين.
وفي القرن السادس عشر توصل العلماء إلى حل معادلات الدرجة الثالثة والرابعة، وفي القرنين السابع عشر والثامن عشر توصلوا إلى نتائج باهرة في بحوثهم عن متسلسلات القوى وخواصها.
ومن أبرز منجزات العرب المسلمون في الرياضيات:
- 787م ظهرت الأرقام والصفر المرسوم على هيئة نقطة في مؤلفات عربية قبل أن تظهر في الكتب الهندية.
- 830م أطلق العرب على علم الجبر هذا الاسم لأول مرة.
- 835م استخدم الخوارزمي مصطلح الأصم لأول مرة للإشارة للعدد الذي لا جذر له.
- 888م وضع الرياضيون العرب أولى لبنات الهندسة التحليلية بالاستعانة بالهندسة في حل المعادلات الجبرية.
- 912م استعمل البتاني الجيب بدلا من وتر ضعف القوس في قياس الزوايا لأول مرة.
- 1029م استغل الرياضيون العرب الهندسة المستوية والمجسمة في بحوث الضوء لأول مرة في التاريخ.
- 1252م لفت نصير الدين الطوسي الانتباه ـ لأول مرة ـ لأخطاء أقليدس في المتوازيات.
- 1397م اخترع غياث الدين الكاشي الكسور العشرية.
- 1465م وضع القلصادي أبو الحسن القرشي لأول مرة رموزًا لعلم الجبر بدلاً عن الكلمات.

## الرياضيات عند الحضارات الأمريكية القديمة
وفي حضارة المايا في المكسيك عرف الحساب وكان متطورا. فالوحدة نقطة والخمسة وحدات قضيب والعشرون هلال. وكانوا يتخذون اشكال الإنسان والحيوان كوحدات عددية.

## تطور الرياضيات
وبناء على ما سبق فإن الرياضيات ظهرت بداية كحاجة للقيام بالحسابات في الأعمال التجارية، ولقياس المقادير، كالأطوال والمساحات، ولتوقع الأحداث الفلكية، ويمكن اعتبار الحاجات الثلاث هذه البداية للأقسام العريضة الثلاث للرياضيات، وهي دراسة البنية، والفضاء، والمتغيرات.
وظهرت دراسة البنى مع ظهور الأعداد، وكانت بداية مع الأعداد الطبيعية والأعداد الصحيحة والعمليات الحسابية عليها، ثم أدت الدراسات المعمقة على الأعداد إلى ظهور نظرية الأعداد. كما أدى البحث عن طرق لحل المعادلات إلى ظهور الجبر التجريدي أو المجرد، وان الفكرة الفيزيائية للشعاع تم تعميمها إلى الفضاءات الشعاعية وتمت دراستها في الجبر الخطي.

وظهرت دراسة الفضاء مع الهندسة، وبدأت مع الهندسة الاقليدية وعلم المثلثات، في الفضائين الثنائي والثلاثي الأبعاد، ثم تم تعميم ذلك لاحقا إلى علوم هندسية غير أقليدية، لتلعب دورا في النظرية النسبية العامة.

إن فهم ودراسة التغير في القيم القابلة للقياس هو ظاهرة عامة في العلوم الطبيعية، فظهر التحليل الرياضي كأداة مناسبة للقيام بهذه العمليات، حيث أن الفكرة العامة هي التعبير عن القيمة بتابع، ومن ثم يمكن تحليل الكثير من الظواهر على أساس دراسة معدل تغير هذا التابع.

ومع ظهور الحواسيب، ظهرت العديد من المفاهيم الرياضية الجديدة، كعلوم قابلية الحساب، وتعقيد الحساب، ونظرية المعلومات، والخوارزميات. والعديد من هذه المفاهيم هي حاليا جزء من علوم الحاسوب.

حقل آخر هام من حقول الرياضيات هو الإحصاء، الذي يستخدم نظرية الاحتمال في وصف وتحليل وتوقع سلوك الظواهر في مختلف العلوم، بينما يوفر التحليل الرياضي طرقا فعالة في القيام بالعديد من العمليات الحسابية على الحاسوب، مع أخذ بنظر الاعتبار أخطاء التقريب.

## الرياضيات في العصور الوسطى في أوروبا
- 1142م مترجم أديلار الباثي من العربية الأجزاء الخمسة عشر من كتاب العناصر لأقليدس، ونتيجة لذلك أضحت أعمال أقليدس معروفة جيدًا في أوروبا.
- منتصف القرن الثاني عشر الميلادي. أُدْخِلَ نظام الأعداد الهندية ـ العربية إلى أوروبا نتيجةً لترجمة كتاب الخوارزمي في الحساب.

## الرياضيات في عصر النهضة
- 1514م استخدم عالم الرياضيات الهولندي فاندر هوكي "Giel Vander Hoecke" اشارتي الجمع (+) والطرح (-) لأول مرة في الصيغ الجبرية.
- 1533م أسس عالم الرياضيات الألماني ريجيومونتانوس، حساب المثلثات كفرع مستقل عن الفلك.
- 1542م ألف جيرولامو كاردانو أول كتاب في الرياضيات الحديثة.
- 1557م أدخل روبرت ريكورد إشارة المساواة (=) في الرياضيات معتقدًا أنه لا يوجد شيء يمكن أن يكون أكثر مساواة من زوج من الخطوط المتوازية.

## الرياضيات خلال الثورة العلمية

### القرن السابع عشر
- 1614م نشر جون نابير اكتشافه في اللوغاريتمات، التي تساعد في تبسيط الحسابات.
- 1637م نشر رينيه ديكارت اكتشافه في الهندسة التحليلية، مقررًا أن الرياضيات هي النموذج الأمثل للتعليل.
- منتصف العقد التاسع للقرن السابع عشرالميلادي. نشر كل من السير إسحاق نيوتن وغوتفريد لايبنتز بصورة مستقلة اكتشافاتهما في حساب التفاضل والتكامل.

### القرن الثامن عشر

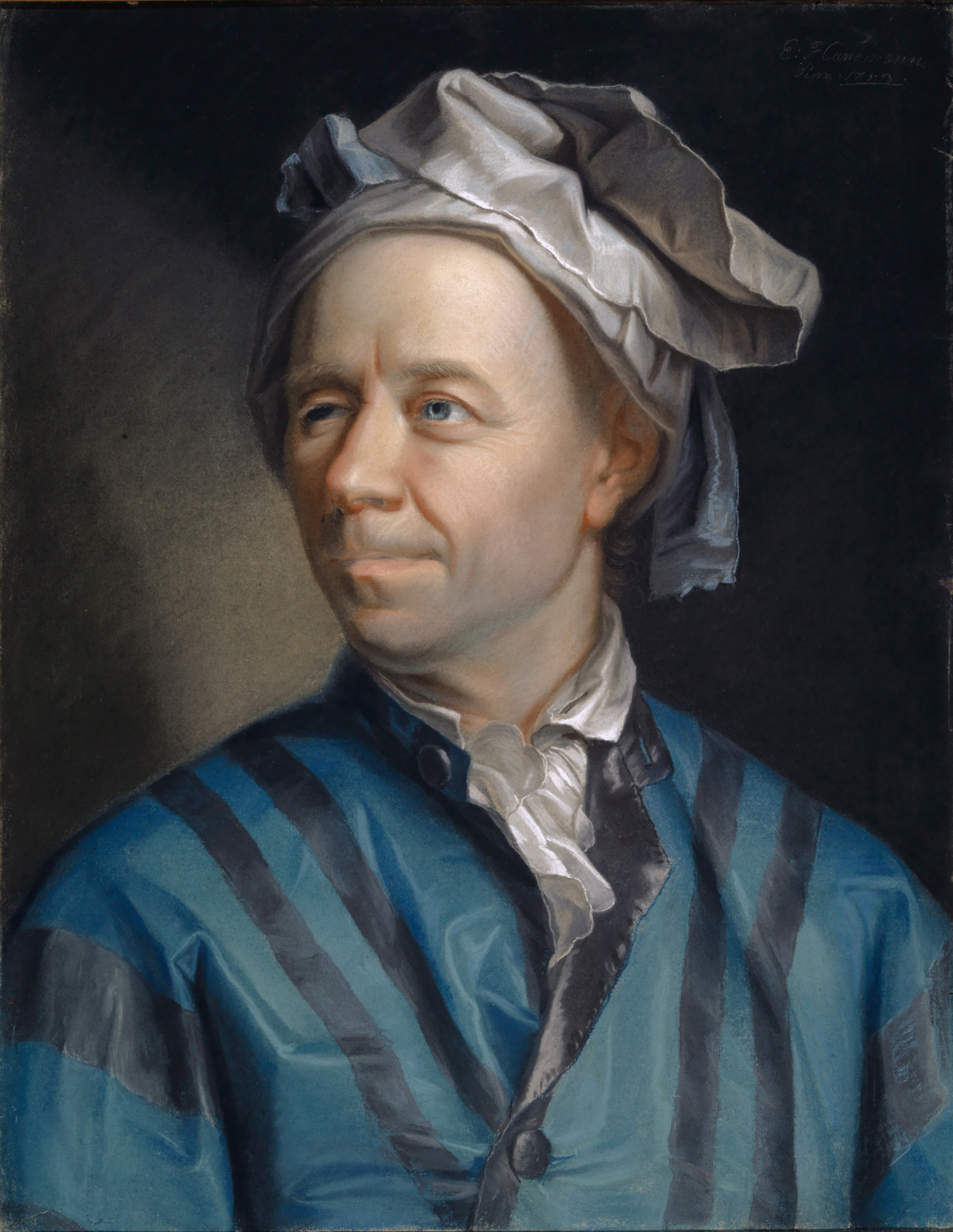
ليونهارد أويلر من طرف إيمانويل هاندمان.

أكثر علماء الرياضيات تأثيرا خلال القرن الثامن عشر هو بدون شك ليونهارد أويلر.
- 1717م قام أبراهام شارب بحساب قيمة النسبة التقريبية حتى 72 منزلة عشرية.
- 1742م وضع كريستيان غولدباخ ما عُرف بحدسية غولدباخ: وهو أنّ كلّ عدد زوجي هو مجموع عددين أوليين. ولا تزال هذه الحدسية مفتوحة لعلماء الرياضيات لإثبات صحّتها أو خطئها.
- 1763م أدخل غاسبار مونج الهندسة الوصفية وقد كان حتى عام 1795م يعمل في الاستخبارات العسكرية الفرنسية.

## الرياضيات المعاصرة

### القرن التاسع عشر

شكل المستقيمات العمودية على مستقيم واحد في الأنواع الثلات من الهندسة.

- نهاية القرن التاسع عشر الميلادي. عمل علماء الرياضيات كارل فريدريش جاوس ويانوس بولياي، نقولا لوباشيفسكي، وبشكل مستقل على تطوير هندسات لا إقليدية.
- بداية العقد الثالث من القرن التاسع عشر. بدأ تشارلز بابيج في تطوير الآلات الحاسبة.
- 1822م أدخل جون باتيست جوزيف فورييه تحليل فورييه.
- 1829م أدخل إيفاريست جالوا نظرية الزمر.
- 1854م نشر جورج بول نظامه في المنطق الرمزي.
- 1881م أدخل جوشياه ويلارد جبس تحليل المتجهات في ثلاثة أبعاد.
- أواخر القرن التاسع عشر الميلادي. طور جورج كانتور نظرية المجموعات والنظرية الرياضية للمالانهاية.

### القرن العشرون
- 1908م طور إرنست زيرميلو طريقة المسلمات لنظرية المجموعات مستخدمًا عبارتين غير معروفتين وسبع مسلمات.
- 1910م - 1913م نشر ألفريد نورث وايتهيد وبيرتراند راسل كتابهما مبادئ الرياضيات وجادلا فيه أنّ كل الفرضيات الرياضية يمكن استنباطها من عدد قليل من المسلمات.

### القرن الواحد والعشرون
في عام 2000، أعلن معهد كلاي للرياضيات معضلات جائزة الألفية السبع. وفي عام 2003، حلت حدسية بوانكاريه من طرف عالم الرياضيات الروسي غريغوري بيرلمان، إلا أنه رفض الجائزة الممنوحة إليه.